# 1790 у Миколаєві
| Роки в Миколаєві 1789 • 1790 • 1791 • 1792 • 1793 • 1794 • 1795 • 1796 • 1797 • 1798 • 1799 • → Див. також: XIX століття |

1790 у Миколаєві — список важливих подій, що відбулись у 1790 році в Миколаєві. Також подано перелік відомих осіб, пов'язаних з містом, що народились або померли цього року.

## Події

Барельєф на Флотському бульварі в Миколаєві

- 5 (16) січня на Миколаївському адміралтействі було закладено 44-гарматний вітрильний фрегат Чорноморського флоту Російської імперії Святий Миколай. Це був перший корабель, збудований у Миколаєві. Свою назву отримав на честь взяття російськими військами турецької фортеці Очаків 6 (19) грудня 1788 року — в день Святого Миколая. Будівельники — корабельні майстри О. П. Соколов та І. Должніков. 25 серпня цього ж року корабель був спущений на воду, про що М. Л. Фалєєв доповідав Г. О. Потьомкіну:

| «Цього числа о шостій годині після опівдня корабель «Святий Миколай» при зібранні членів Адміралтейського Правління та багато чисельного народу … спущений благополучно …» |
- Було складено регулярний план міста (архітектори Іван Старов, Іван Князєв та Франц де Воллан) з прямокутною сіткою вулиць та центральною площею на перехресті двох головних магістралей[1].
- Богоявленськ стає адміралтейським поселенням.
- У жовтні Миколаїв дістав статус міста, тоді ж його зарахували у заштатні міста і підпорядкували військовому губернатору[2].
- У листопаді році була призначена міська влада — магістрат та поліцейська служба[3].
- Закладено 55-гарматний фрегат «Григорій Великої Вірменії»[4].
- Закладено 26-гарматний фрегат «Легкий»[5].

## З'явилися

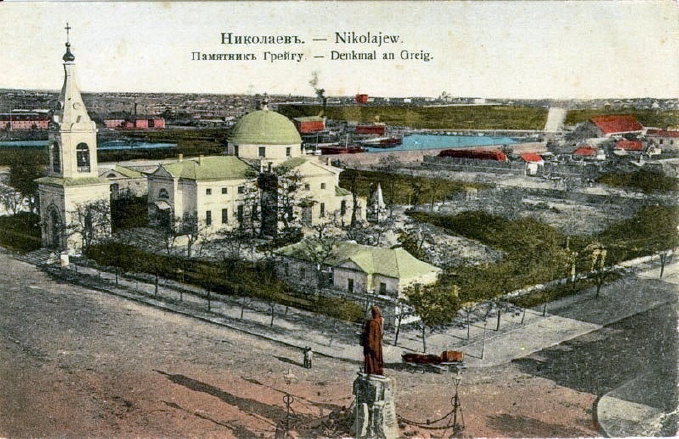
Адміралтейський собор у Миколаєві на поштовій картці початку XX століття

- На пожертви грецької громади в Миколаєві з'явилася перша дерев'яна церква. Вона була освячена в ім'я Святого Миколая. Перший храм Миколаєва розташовувався на розі нинішніх вулиць Пушкінської та Потьомкінської і проіснував 20 років. Кам'яний Грецький Свято-Нікольський храм будували з 1803 до 1817 року[6].
- За рахунок міської скарбниці та за наказом князя Потьомкіна розпочато будівництво першої кам'яної церкви, закладка якої відбулася на рік раніше. Будівництво було завершено через чотири роки. 30 жовтня 1794 року відбулось її освячення в ім'я Святого Мученика Григорія Великої Вірменії (його ім'я носив князь Григорій Потьомкін). У 1798 році храм одержав статус Адміралтейського собору. Це був перший собор Миколаєва[6].

## Особи

### Призначення
- Михайлові Фалєєву присвоїли чин бригадира і обер-штернкрігс-комісара Миколаївського адміралтейства.